# Pete Best
Randolph Peter "Pete" Best (Madrás, redenominada Chennai tras su nacimiento, Raj Británico, 24 de noviembre de 1941) es un músico inglés retirado conocido por haber sido el baterista de The Silver Beatles, que posteriormente se convirtió en la famosa banda de rock The Beatles. Best comenzó a tocar con el grupo en 1959 y continuó en la gira de Hamburgo (1960-1961), permaneciendo hasta el 16 de agosto de 1962, poco después de la primera audición para EMI, cuando fue reemplazado por Richard Starkey, más conocido como Ringo Starr.

## The Beatles (The Silver Beatles)
Pete Best es hijo de Mona Best, propietaria del Casbah Club, que funcionaba en el sótano de su casa en Liverpool, lugar en el que tocaban los Beatles, Pete se integró al grupo el 12 de agosto de 1960, un día antes de que los Beatles salieran para Hamburgo, donde los habían contratado con la condición de encontrar antes un baterista.

### Despido
Best fue despedido por el mánager de The Beatles, Brian Epstein el 16 de agosto de 1962. La razón fue que George Martin, quien se había convertido en productor de la banda, estaba insatisfecho con el modo de tocar la batería de Pete, y había intentado reemplazarlo durante las grabaciones.
La decisión parece haber sido el desenlace lógico de una falta de compromiso de Best con el grupo. Mientras John Lennon, Paul McCartney, George Harrison y, en los primeros tiempos, Stuart Sutcliffe solían permanecer juntos después de los ensayos, Best generalmente se iba solo. Ellos mantenían incluso una estrecha relación con Ringo Starr, quien llegó a reemplazar a Best en presentaciones a las que no llegaba.
Además, Best resultaba ajeno a muchas experiencias del grupo, tanto en el sentido del humor como en el estilo que estaban desarrollando. Por ejemplo, cuando John, Paul y George adoptaron el corte de cabello «Mop Top», que sería característico de la banda, Best no lo hizo.
El especialista en historia de la música pop, Spencer Leight, escribió en 1988 un libro sobre la expulsión de Pete Best: Drummed Out: The Sacking of Pete Best. Leight sostiene que la envidia y los celos, en especial de Paul McCartney, jugaron el papel principal en la expulsión y ello parece haber sido exacerbado por un reportaje realizado por la revista Mersey Beat durante el recital Teenagers Turn donde se relata:

John, Paul y George hicieron su entrada al escenario entre vivas y aplausos, pero cuando Pete entró, los fans se volvieron locos. ¡Las chicas gritaban! En Mánchester se ganó su popularidad sólo con su apariencia.

Best fue prácticamente asaltado a la salida del escenario por unas 400 chicas, mientras que al resto del grupo le permitieron pasar después de firmar algunos autógrafos. El padre de Paul, Jim McCartney, estaba presente y le reclamó a Best:

¿Por qué tienes que atraer toda la atención? ¿Por que no llamaste a los demás? Creo que fue muy egoísta por tu parte.

El padre de Paul puso en evidencia el conflicto cuando tiempo después, una vez que Best había sido despedido, y se encontraban juntos en The Cavern durante una grabación para televisión, le dijo con evidente mala fe: «Maravilloso, ¿no? Están en televisión». Observadores presentes en ese momento dicen que Best hizo un chasquido con su lengua y se retiró.

### Motivos
La calidad musical de Best ha sido materia de debate entre los simpatizantes de The Beatles.
The Beatles eran considerados como un buen grupo antes de que comenzaran las grabaciones en EMI, y la ejecución de la batería por Best era generalmente considerada como sólida. Su intervención en dos demos de "Love Me Do" de 1962, incluidos en Anthology 1, de 1995, es virtualmente imposible de distinguir de la exitosa versión grabada posteriormente con Ringo Starr.[cita requerida] Su mayor defecto era la falta de creatividad; en las dos grabaciones Pete Best se mantiene tocando de un modo estándar y utilizando variantes convencionales. Starr, por el contrario, mostró ser más innovador, abriendo un nuevo estilo para tocar la batería, a partir del protagonismo de la mano izquierda, y componiendo partes especiales que se adecuaban a las necesidades de cada canción.

## Después de The Beatles

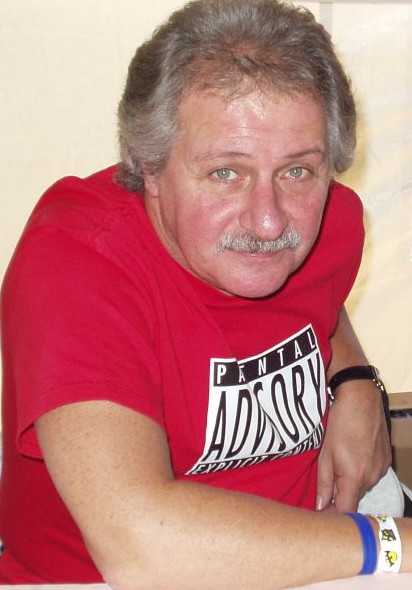
Pete Best, en 2005.

Epstein intentó consolar a Best ofreciéndole organizar otra banda, manteniéndolo a él como líder de la misma. Sin embargo Best no se mostró interesado. 
Aunque durante dos o tres semanas no quiso ni siquiera tocar la batería, Pete se unió a Lee Curtis & The All Stars al poco tiempo, habiendo rechazado previamente a los Merseybeats y a Rory Storm & The Hurricanes. Con su ingreso en la banda, Lee Curtis & The All Stars se convirtió a finales de 1962 en el segundo grupo más popular de Liverpool gracias a Pete, que eran tan famoso entre los jóvenes de la ciudad como un verdadero ídolo pop, en parte debido a su porte y en parte a su carácter agradable. Como persona, Pete siempre fue un chico excelente.
Con la banda de Lee Curtis, Pete grabó dos o tres sencillos para la Decca, entre marzo de 1963 y febrero de 1964, hasta que decidió probar suerte con su propia banda, Pete Best & the all stars, luego The Pete Best Four, formada bien en 1963. En el nuevo grupo estaban también dos de los integrantes de Lee Curtis & The All –Stars, Wayne Bickerton y Tony Waddington, dos jóvenes compositores de cierto talento. Los Pete Best Four fueron fichados para la Decca por Mike Smith, el mismo hombre que en 1962 había rechazado a Los Beatles, y en junio de 1964 publicaron sin ningún éxito su único sencillo, 'I'm Gonna Knock On Your Door'. Y aquí termina la carrera inglesa de Pete Best. El resto, de 1964 a 1966, transcurriría en los Estados Unidos.
La beatlemanía en los Estados Unidos era un fenómeno tan comercialmente interesante en 1964 que muchos promotores y dueños de pequeñas discográficas se frotaron las manos al saber que había un ex–Beatle por ahí que tenía su propio grupo. Los Pete Best Four, rebautizados como Pete Best Combo(ahora un quinteto) se trasladaron a los Estados Unidos, donde grabaron y actuaron sin excesivo reconocimiento popular. Todos los discos de la etapa norteamericana de Pete Best y los suyos se realizaron para casas semidesconocidas, como 'Happening' o 'Mr. Maestro' obteniendo escasas ventas. En 1966, después de sufrir una seria depresión que llegó a amenazar su vida, Pete disolvió a su combo y volvió a Liverpool, donde dejó su batería aparcada y se dedicó a menesteres menos rítmicos. Posteriormente comenzó a trabajar como panadero durante un año y luego como funcionario público hasta el año 1988, momento en el que decidió volver al ámbito musical con su propia banda. Hoy, gracias a los acuerdos financieros realizados cuando se lanzó el Beatles Anthology, Pete es multimillonario. Los Beatles, por fin, reconocieron su papel y le dieron una compensación económica.
Durante los años 2008 y 2009, realizó una gira por Sudamérica junto al grupo homenaje argentino a The Beatles, llamado The Beats. Dos años después, volvió a Sudamérica en diciembre de 2012 donde se presentó tocando la batería junto a la banda chilena Beatlemania, realizando nuevas giras juntos en 2013, 2015 2017 y 2024.
Asimismo, el 15 de junio de 2013 se presenta en el Parque de la Exposición de Lima, Perú, junto a los miembros de otro homenaje al grupo inglés denominado "Un día en la vida". Presentándose por segunda vez en Perú en el teatro de la nación, el 11 de agosto de 2016 nuevamente junto al grupo "Un día en la vida".
El 24 de febrero de 2017 se presentó por primera y única vez en Paraguay como invitado de la banda homenaje local "Lost Beatles", en el Teatro Municipal de la ciudad de Fernando de la Mora (Gran Asunción).
El 4 de noviembre de 2019 tocó junto al grupo homenaje "The Beatle One" en el Azabal Forum de Bergen, Noruega.

## Discografía
Álbumes de estudio
- Best of the Beatles (1966)
- The Beatle That Time Forgot (1981)
- Rebirth (1981)
- My Three Years as a "Beatle"

Álbumes recopilatorios
- Live at the Adelphi Liverpool, 1988 (1992)
- Back to the Beat (1995)
- Once a Beatle, Always a Beatle (1996)
- The Pete Best Combo: Beyond The Beatles 1964-66- Gryphon label (1996)
- Casbah Coffee Club 40th Anniversary Limited Edition (1999)
- Haymans Green (2008)